# Битва в долине реки Толлензе
Битвой в долине реки Толлензе называют столкновение, произошедшее в бронзовом веке на берегах реки Толлензе (Долен) в Мекленбурге — Передней Померании. Это первое известное нам сражение в европейской истории. Радиоуглеродный анализ показал, что сражение произошло (приблизительно) между 1300 и 1200 годами до н. э. Иногда рассматривается в контексте общей катастрофы бронзового века (при широком её понимании).

## История раскопок
В 1996 году один из волонтёров, занимающихся сохранением археологических памятников, сообщил о том, что он обнаружил на берегу Толлензе во время спада уровня реки человеческую плечевую кость с застрявшим в ней кремнёвым наконечником стрелы. В том же году последовали первые археологические изыскания на месте этой находки, во время которых были обнаружены кости людей и животных. В последующие годы были найдены палица из ясеня, молотоподобное оружие из тёрна, бронзовые наконечники копий и стрел, кремнёвые наконечники, остатки бронзовых мечей, а также кости людей и лошадей.
С 2007 года данная территория систематически изучается под руководством Ведомства земельного правительства по вопросам культуры и охраны памятников Мекленбурга — Передней Померании, Нижнесаксонского ведомства земельного правительства по вопросам культуры и охраны памятников, а также Грайфсвальдского университета. При помощи водолазов было осмотрено дно реки Толлензе, в результате чего были найдены новые человеческие скелеты. Археологи расширяют территорию поисков, отталкиваясь от места первой находки, исследуя залежи торфа на метр в глубину. Была изучена история изменения долины реки Толлензе и определено место прохождения прежнего русла реки. Найденные кости были исследованы в Ростокском университете.

## Местность
Поле битвы простирается более чем на сто метров вдоль реки. В этом месте Толлензе меандрирует в сравнительно узкой долине с влажными лугами. За последние тысячелетия течение реки изменилось незначительно. В бронзовом веке ландшафт был более открытым. Человеческая деятельность мало повлияла на данную местность.
В 2013 году с помощью геомагнитных исследований обнаружены следы существовавшего 120-метрового моста или дамбы через долину Толлензе. Дамба была изготовлена из стволов деревьев и камней более чем на пять веков раньше сражения. Отдельные части дамбы были построены или восстановлены примерно в эпоху битвы. Возможно, дамбу использовали для пересечения заболоченной долины в течение многих столетий. Причиной битвы могла быть попытка некоего племенного сообщества переправиться через Толлензе, чему препятствовало другое племенное сообщество.
Главный археолог управления образования, науки и культуры федеральной земли Мекленбург-Западная Померания Детлеф Янцен считает, что на этом месте произошла не битва между двумя вооруженными отрядами, а нападение из засады вооруженного отряда на мирный торговый караван, у которого имелась немногочисленная и быстро уничтоженная охрана, и последующие резня и разграбление.

## Результаты исследований
Кости, обнаруженные к началу 2011 года, принадлежали по меньшей мере 83 индивидуумам. К 2017 году было найдено уже более 12000 фрагментов костей, и, основываясь на количестве бедренных костей, число обнаруженных воинов превысило 140. По большей части кости принадлежали молодым мужчинам. Возможное количество погибших в битве оценивается от 750 до 1000 человек.
На некоторых костях обнаружены старые, уже зажившие ранения, что позволило предположить, что в битве участвовали воины, а не земледельцы, взявшиеся за оружие по необходимости.
Радиоуглеродный анализ показал, что сражение произошло (приблизительно) между 1300 и 1200 годами до н. э.
Найдено более 40 черепов (2013), некоторые носят следы ранений. В одном из них застрял наконечник бронзовой стрелы. Обнаруженные в этом месте остатки оружия, множество наконечников стрел (к 2019 г. найдено свыше 50 бронзовых наконечников стрел), копий, деревянные дубины, палицы, бронзовые части снаряжения, позволяют предположить, что имел место конфликт между двумя крупными группами людей. Общее количество сражавшихся могло доходить до 4 тысяч, и даже до 5 тысяч человек. Найдены обломки бронзовых мечей. Небольшая часть сражавшихся была всадниками, как показывают останки, принадлежащие как минимум пяти лошадям (2019). Кроме того, положение наконечника стрелы в первой найденной кости говорит о том, что в этом случае пехотинец ранил из лука всадника.
Погибшие, по всей вероятности, принадлежали к побеждённой стороне и были брошены в реку победителями. Так как кости лежали не в анатомическом порядке, видимо, их снесло течением в излучину реки, где со временем накрыло слоем торфа и донных отложений, что способствовало сохранению части останков.
Учёные изучили образцы ДНК из зубов 21 погибшего свыше 3200 лет назад. Выяснилось, что большинство исследованных останков имели не местное происхождение. Три обследованных образца (WEZ16, WEZ61, WEZ74) были женскими. Причём один из них (WEZ16) относился к неолиту (ок. 5000 л. н.) и к произошедшему сражению отношения не имел. Два образца (WEZ63, WEZ77) оказались загрязнёнными и точно интерпретированы не были.
У одной части погибших гены показывают сходство с современными южноевропейцами, у другой части — с населением Центральной Европы и Скандинавии. Большая часть выборки относится к вариациям современных выборок Северной и Центральной Европы из проекта «1000 геномов». Метод главных компонент (PCA) показывает, что все образцы WEZ попадают в европейские вариации. Их можно разделить на две группы и несколько выбросов. Одна часть группируется со «средними и восточными» европейскими индивидуумами (WEZ15, WEZ39, WEZ40, WEZ48, WEZ58 и WEZ83), вторая более тесная и крупная группа, ближе к «южным» европейцам, включая всех остальных лиц, кроме трёх выбросов WEZ16, WEZ56 и WEZ77. В тот же диапазон, что и люди Вельзина (Welzin) попадают на графике PCA популяции Nordic LN, Unetice EBA, Nordic BA, протянувшимися вдоль PC2 в сторону кластера культуры шнуровой керамики (Corded Ware cluster).
У шести образцов при типировании выявлена Y-хромосомная гаплогруппа R1b-M269-L51-P312 (WEZ35, WEZ54, WEZ59), R1b-M269-L51 (WEZ57) и R1b-M269 (WEZ40, WEZ53), у девяти — Y-хромосомная гаплогруппа I2a-M223 (WEZ15, WEZ24, WEZ39, WEZ48, WEZ51, WEZ58, WEZ64, WEZ71, WEZ83), и у одного — Y-хромосомная гаплогруппа R1 (WEZ56), который авторы исследования полагают прибывшим из Скандинавии. В исследуемой выборке были определены митохондриальные гаплогруппы: I1a1a, I4a, H1c, H2a1, H27, J2b1a1, J1c (2 образца), K1c1, T1a1, T2b (4 образца), V3a, U2e1a1, U2e2a1a2, U4b1b1, U5a2b1a. У 14 воинов выявлен низкий уровень персистентности лактазы (непереносимость лактозы).
Исследования изотопов азота, стронция, кислорода и углерода, проведённые учёными Орхусского университета, показали, что останки, взятые в целом из различных исследованных участков, принадлежат двум группам людей. Воины одной группы пришли из другого региона, поскольку они питались пшеном, при этом в бронзовом веке просо выращивали преимущественно на юге Европы, в том числе в южной Германии.
В 2010 году на берегу Толлензе было найдено золотое спиральное кольцо, затем в июне 2011 года обнаружили подобное кольцо 2,9 сантиметра длиной и весом в неполные десять граммов. В августе того же года рядом нашли четыре бронзовых спирали, типичных украшений бронзового века, а также два других витых спиральных кольца из проволоки толщиной четыре миллиметра. При помощи рентгеновского структурного анализа материал был идентифицирован как олово. Это самые старые оловянные предметы, найденные на территории Германии.